# Altirhinus
Altirhinus é um gênero de dinossauro Iguanodontia e ornitópode do Período Cretáceo Inferior da Mongólia.

## Descrição
O Altirhinus era herbívoro e bípede ao caminhar ou correr, mas provavelmente tornou-se quadrúpede quando a  alimentação vinha do solo. Segundo a descrição original, todo o corpo provavelmente se estendia de 26 pés (8 m) do focinho à ponta da cauda. Em 2010 Gregory S. Paul estimou o comprimento de 6,5 metros (21 ft), e o peso de 1,1 toneladas. O único crânio tinha cerca de 30 polegadas (760 mm) de comprimento, com uma boca larga e um arco de altura distinta em cima do focinho, a partir do qual este dinossauro deriva seu nome.

## História da Descoberta
Todos os espécimes conhecidos de Altirhinus foram recuperados em 1981 durante as expedições de colaboração organizadas pela União Soviética e os cientistas mongóis, a partir da Formação Khukhtek na Província Dornogovi na Mongólia. O Khukhtek foi formado do aptiano para o Albiano (estágios do início do período Cretáceo, que durou entre 125 e 100 milhões de anos atrás). O Psittacosaurus e o primitivo ankylosaurídeo Shamosaurus também foram encontrados nestas rochas.
Vários fósseis de espécimes de diferentes idades e tamanhos são conhecidos. O holótipo, PIN 3386/8, é um crânio  bem preservado no lado esquerdo, bem como algum material constituído por peças das mãos e pés, ombro e pélvis. Um crânio mais fragmentado também foi recuperado, junto com algumas costelas, fragmentos de vértebras e uma pata dianteira completa. Um terceiro espécime preserva muitos ossos dos membros e uma série de 34 vértebras da cauda. Ainda dois menores esqueletos fragmentados, presumivelmente de indivíduos jovens, foram descobertos nas proximidades.
Os restos deste animal, originalmente se referiam à espécie Iguanodon orientalis, que foi descrita pela primeira vez em 1952. No entanto, foi demonstrado não ser um I. orientalis por diagnósticos dos fragmentos, e virtualmente indistinguível do europeu I. bernissartensis. Como não existem características de  I. orientalis compartilhadas exclusivamente com os exemplares de 1981, que são claramente distinguíveis do Iguanodon, um novo nome para os espécime foi necessário. O paleontólogo britânico David B. Norman o renomeou como Altirhinus kurzanovi em 1998 em homenagem ao paleontólogo russo Sergei Kurzanov, que descobriu os espécimes originais em 1981.